# Transformator
 For alternative betydninger, se Transformator (Aalborg Teater).
 "Transformer" omdirigeres hertil. For andre betydninger af Transformer, se Transformer (flertydig).
En transformator eller transformer er et arrangement af mindst 2 magnetisk tæt koblede spoler, hvoraf mindst én fødes med vekselstrøm med en vis strømstyrke og spænding – og resten (mindst én) leverer en vekselstrøm ved en anden strømstyrke og spænding. Transformatorer designes til at have en høj virkningsgrad.

## Sådan virker en transformator
I en "almindelig" transformator er to lange elektriske ledere ("ledninger", som regel tråde af kobber belagt med en elektrisk isolerende "lak") viklet op omkring den samme kerne.
De to frie ender af den ene trådvikling, den såkaldte primærvikling ell. primærspolen, tilsluttes en vekselstrømskilde – derved danner denne vikling et magnetfelt som skifter retning og styrke med samme frekvens som vekselstrømmen.
I den anden trådvikling, sekundær-viklingen ell. sekundærspolen, inducerer det vekslende magnetfelt en elektrisk strøm, og derved kommer sekundærviklingen i sig selv til at fungere som en vekselstrømskilde – selv om der ikke er nogen "direkte" (galvanisk) forbindelse mellem den oprindelige vekselstrømskilde og transformatorens sekundære trådvikling.

## Mål og egenskaber for en transformator
En af transformatorens primære anvendelser er at omsætte vekselstrøm ved én spænding og strømstyrke, til vekselstrøm ved en anden spænding og strømstyrke. Dette opnås ved at have forskellige antal vindinger (antal gange tråden er ført rundt om kernen) i hhv. primær og sekundærviklingen, idet spændingerne over de to tråde er ligefrem proportionale med antallet af vindinger.
For at overholde den klassiske fysiks lov om energiens bevarelse, skal den elektriske effekt der omsættes i primær- og sekundær-kredsløbet være lige store i den ideelle, tabsfri transformator (I en praktisk transformator er der altid en lille smule tab, som viser sig ved at transformatoren bliver "håndlun" eller decideret varm når den har arbejdet i nogen tid). Som en følge af energiens bevarelse samt primær- og sekundær-spændingernes proportionalitet med antallet af vindinger, er strømstyrken i primær- og sekundær-kredsløbene omvendt proportionale med antallet af vindinger.
50 Hz LF-effekttransformatorer til elnettet og HF-effekttransformatorer til SMPS (10–500 kHz):
- Her er det primære VA (voltampere) opgivelsen, hvilket er produktet af max. spænding og max. strøm for et givet transformatorkernetværsnitsareal. For en given spole med n vindinger og en magnetisk kerne, vil kernetværsnitsareal og materialevalget sætte en øvre grænse for strømmen. Overskrides strømmen (og dermed spændingen) vil selvinduktionen og dermed reaktansen for den givne frekvens falde fordi kernen mættes.

LF-audio transformatorer er noget af det sværeste at designe fordi den i princippet skal kunne formidle fra 20–20.000 Hz med:
- Lav forvrængning.
- Rimelig høj VA ved lave frekvenser.

Problemet er bl.a. at ved lave frekvenser fordres mange vindinger for at høj reaktans kan opnås, men som bieffekt fås en stor kondensatorvirkning mellem spolens vindinger – og for høje frekvenser lav kondensatorvirkning.
Laveffekts HF-svingningskredstransformatorer:
- Det forsøges også at minske spolernes egenkondensatorvirkning.
- Designes til en høj Q-faktor, hvilket betyder lave tab ved mindre effekter. De lave tab opnås ved at:
  - Vælge en isoleret trådtykkelse som er mindre en fortrængningsdybden.
  - Trådens isolationsmateriale skal have lave tab ved det frekvensområde svingningskredsen skal anvendes ved.
  - Vælge og udforme et kernemateriale så lave tab opnås ved det frekvensområde svingningskredsen skal anvendes ved.
  - Vælge en spoleholder, som har lave tab ved det frekvensområde svingningskredsen skal anvendes ved.
  - Lave en metalklokke eller anden afskærmning med god elektrisk ledeevne (kobber, aluminium), så omgivelserne ikke indvirker.

En simpel tommelfingerregel for beregning af spændingen i sekundærspolen er:
spændingen følger viklingerne.
Det betyder, at hvis antallet af viklinger i sekundærspolen er dobbelt så stort som i primærspolen, så er volttallet i sekundærspolen dobbelt så stort som i primærspolen. Amperetallet halveres så i henhold til den fysiske lov om energiens bevarelse (hvis man ser bort fra varmetab mm.
Et eksempel:
Der føres 12V og 1 amp ind i primærspolen, det er i alt 12 watt.
I primærspolen er der 200 viklinger, i sekunderspolen er der 400.
Antallet af viklinger fordobles altså, så fordobles volttallet også, så der nu er 24V, og da watt-tallet stadig skal være 12 halveres antallet af ampere, så der nu kun er 0,5 amp.

## Begrænsning af hvirvelstrømstab
I mange transformatorer er kernen udformet som en "blok" af talrige tynde plader af jern i samme facon, som ved hjælp af en isolerende "lak" holdes mekanisk sammen, men elektrisk isoleret fra hinanden.
Havde man brugt en massiv jernblok som kerne i transformatoren, ville der dannes hvirvelstrømme – elektriske strømme der "løber i ring" inde i den elektrisk ledende jernkerne. Dette hvirvelstrømstab (der giver sig til kende ved at transformatorkeren virker som varmekilde) begrænses, men elimineres ikke helt, af at kernen deles op i tynde, elektrisk isolerede plader.
Hvirvelstrømstab er ønskelige i visse tilfælde, f.eks. induktionskomfure og HF-induktionsovne.

## Transformatorer i radioudstyr
I radioteknisk udstyr bruges transformatorer også til impedanstilpasning – disse transformatorer arbejder dog ved så høje frekvenser, at metoden med den lagdelte kerne ikke fungerer, fordi de dannede hvirvelstrømme her kan "cirkulere" inden i de enkelte, isolerede jernplader.
Skal en transformator til brug ved høje frekvenser forsynes med en kerne, laves denne ofte af ferrit, som er pulveriseret jern indstøbt i et elektrisk isolerende stof. De enkelte jernkorn er for små til at selv højfrekvente hvirvelstrømme kan dannes, men tilsammen forbedrer de den magnetiske induktion mellem de to trådviklinger.

## Litzetråd
Den kombinerede langbølge(venstre)- og mellembølge(højre)-transformator/radioantenne på billedet er viklet med litzetråd. Litzetråd er mange individuelt isolerede tynde kobbertråde, som samlet er omspundet med f.eks. bomuld eller pålagt teflon.
Formålet med litzetråd er at tage højde for strømfortrængningen for vekselstrømme, ved at øge ledningens yderzone. Strømfortrængning er et fysisk fænomen, som har den virkning, at strømmen hovedsageligt løber i yderzonen af en leder. For f.eks. 50 Hz løber 95% af strømmmen i de yderste 7-9 mm kobber.
En massiv kobberstang med f.eks. en radius på 50 mm er lige så god en leder for 50 Hz som et kobberrør med samme radius, men med en godstykkelse på 7-9 mm.
For langbølgesignaler på ca. 100-500 kHz er strømmens indtrængningsdybde langt mindre, end for 50 Hz.
De 3 spoler foroven til venstre i billedet, er også viklet med litzetråd.

## Krydsviklede spoler
I billedet ses også at langbølge-transformatorens "store" spole er krydsviklet, hvilket har det formål at mindske en spoleviklings utilsigtede egenkondensatorvirkning fra vinding til vinding.